# Mouterre-sur-Blourde
Mouterre-sur-Blourde (okzitanisch: Moterra de Blorda) ist eine westfranzösische Gemeinde mit 167 Einwohnern (Stand: 1. Januar 2022) im Département Vienne in der Region Nouvelle-Aquitaine. Die Gemeinde gehört zum Arrondissement Montmorillon und zum Kanton Lussac-les-Châteaux. Die Einwohner werden Mouterrois genannt.

## Lage
Mouterre-sur-Blourde liegt etwa 52 Kilometer südöstlich von Poitiers am Fluss Blourde, in den hier der Isop einmündet. Umgeben wird Mouterre-sur-Blourde von den Nachbargemeinden Adriers im Norden und Nordosten, Saint-Barbant im Osten, Luchapt im Süden und Südwesten sowie Millac im Westen.

## Bevölkerungsentwicklung
| Jahr                      | 1962 | 1968 | 1975 | 1982 | 1990 | 1999 | 2006 | 2013 | 2022 |
| Einwohner                 | 343  | 324  | 274  | 212  | 180  | 156  | 174  | 172  | 167  |
| Quelle: Cassini und INSEE |      |      |      |      |      |      |      |      |      |

## Sehenswürdigkeiten
- Kirche Saint-Pierre-Saint-Paul (siehe auch: Liste der Monuments historiques in Mouterre-sur-Blourde)
- Schloss La Rochère aus dem 15. Jahrhundert
- Herrenhaus La Bourgesse
- Herrenhaus Pouillac
- Herrenhaus La Tribosière aus dem 16. Jahrhundert
- Domänen
- Mühle von La Roderie, 1572 erwähnt

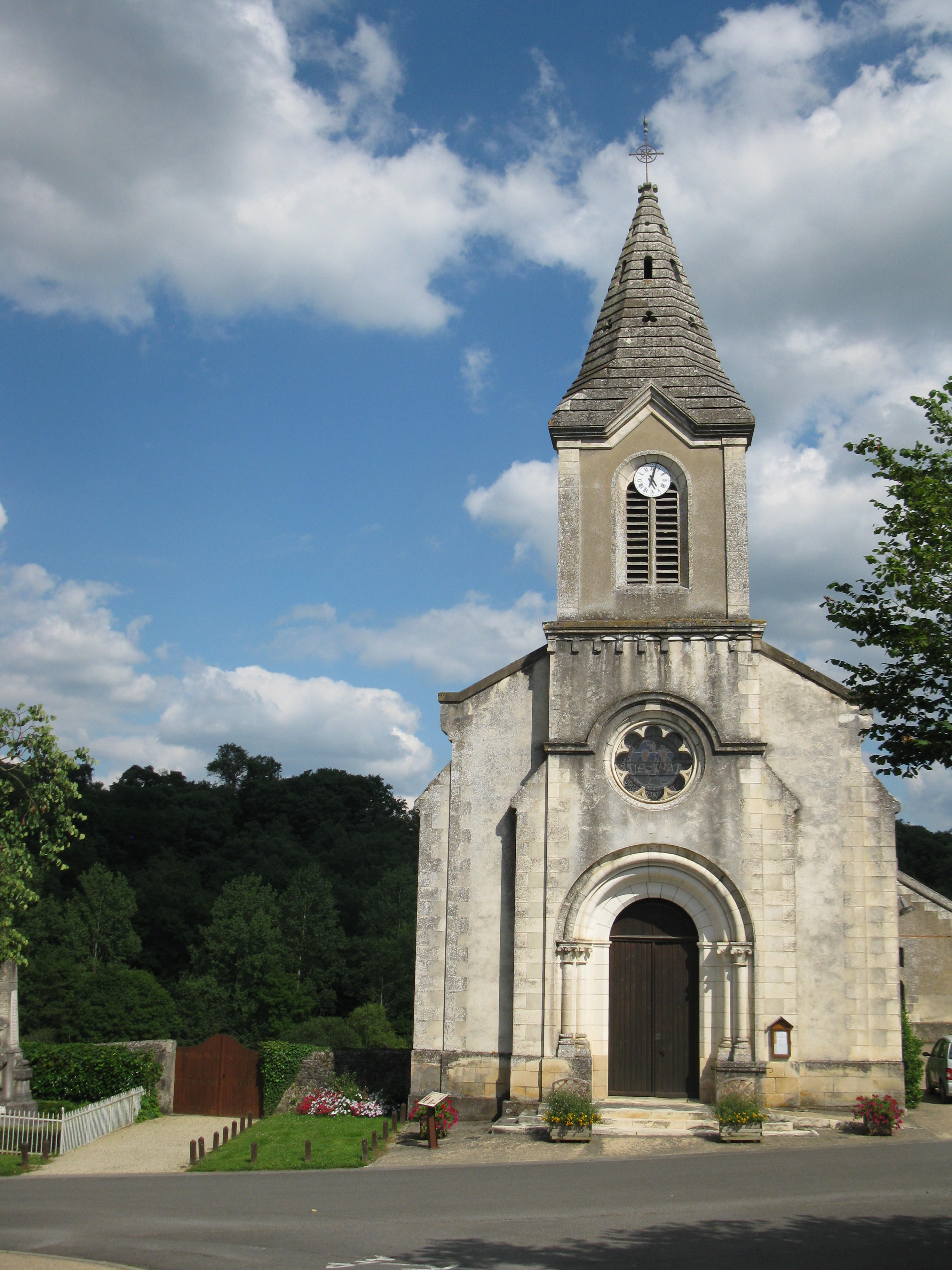
Kirche Saint-Pierre-Saint-Paul

## Persönlichkeiten
- Oswald Wirth (1860–1943), Schriftsteller